# Svetovni pokal v alpskem smučanju 2024
Svetovni pokal v alpskem smučanju 2023/24 je 58. sezona svetovnega pokala v alpskem smučanju. Začela se je 28. oktobra 2023 v Söldnu, končala pa 23. marca 2024 na finalu sezone v Saalbachu. Veliki kristalni globus za zmago v skupnem seštevku svetovnega pokala sta osvojila Marco Odermatt med moškimi in Lara Gut-Behrami med ženskami.

## Moški

### Koledar tekem
| Št.sk.                                                         | Št.sz.                                                         | Datum                                                          | Prizorišče (% naklona)                                                | Št.                                                                  | Zmagovalec                                                                | Drugi                                                                     | Tretji                                                                    | Vir                                                                       |
| -------------------------------------------------------------- | -------------------------------------------------------------- | -------------------------------------------------------------- | --------------------------------------------------------------------- | -------------------------------------------------------------------- | ------------------------------------------------------------------------- | ------------------------------------------------------------------------- | ------------------------------------------------------------------------- | ------------------------------------------------------------------------- |
|                                                                |                                                                | 29. oktober 2023                                               | Sölden (Rettenbach 68,2%)                                             | VS cnx                                                               | odpovedano zaradi močnega vetra in prestavljeno v Aspen                   | odpovedano zaradi močnega vetra in prestavljeno v Aspen                   | odpovedano zaradi močnega vetra in prestavljeno v Aspen                   | odpovedano zaradi močnega vetra in prestavljeno v Aspen                   |
| 11. november 2023                                              | Zermatt-Cervinia (Gran Becca 60%)                              | SM cnx                                                         | odpovedano zaradi zapadlega snega; en smuk prestavljen v Val Gardeno  | odpovedano zaradi zapadlega snega; en smuk prestavljen v Val Gardeno | odpovedano zaradi zapadlega snega; en smuk prestavljen v Val Gardeno      | odpovedano zaradi zapadlega snega; en smuk prestavljen v Val Gardeno      |                                                                           |                                                                           |
| 12. november 2023                                              | Zermatt-Cervinia (Gran Becca 60%)                              | SM cnx                                                         | odpovedano zaradi zapadlega snega; en smuk prestavljen v Val Gardeno  | odpovedano zaradi zapadlega snega; en smuk prestavljen v Val Gardeno | odpovedano zaradi zapadlega snega; en smuk prestavljen v Val Gardeno      | odpovedano zaradi zapadlega snega; en smuk prestavljen v Val Gardeno      |                                                                           |                                                                           |
| 1893                                                           | 1                                                              | 18. november 2023                                              | Gurgl (Kirchenkar)                                                    | SL 529                                                               | Manuel Feller                                                             | Marco Schwarz                                                             | Michael Matt                                                              | [ 4 ]                                                                     |
|                                                                |                                                                | 1. december 2023                                               | Beaver Creek (Birds of Prey 68%)                                      | SM cnx                                                               | odpovedano zaradi močnega sneženja in vetra; en smuk prestavljen v Wengen | odpovedano zaradi močnega sneženja in vetra; en smuk prestavljen v Wengen | odpovedano zaradi močnega sneženja in vetra; en smuk prestavljen v Wengen | odpovedano zaradi močnega sneženja in vetra; en smuk prestavljen v Wengen |
| 2. december 2023                                               | SM cnx                                                         |                                                                | Beaver Creek (Birds of Prey 68%)                                      |                                                                      | odpovedano zaradi močnega sneženja in vetra; en smuk prestavljen v Wengen | odpovedano zaradi močnega sneženja in vetra; en smuk prestavljen v Wengen | odpovedano zaradi močnega sneženja in vetra; en smuk prestavljen v Wengen | odpovedano zaradi močnega sneženja in vetra; en smuk prestavljen v Wengen |
| 3. december 2023                                               | SVS cnx                                                        |                                                                | Beaver Creek (Birds of Prey 68%)                                      |                                                                      | odpovedano zaradi močnega sneženja in vetra; en smuk prestavljen v Wengen | odpovedano zaradi močnega sneženja in vetra; en smuk prestavljen v Wengen | odpovedano zaradi močnega sneženja in vetra; en smuk prestavljen v Wengen | odpovedano zaradi močnega sneženja in vetra; en smuk prestavljen v Wengen |
| 1894                                                           | 2                                                              | 9. december 2023                                               | Val d'Isère (La face de Bellevarde 71%)                               | VS 448                                                               | Marco Odermatt                                                            | Marco Schwarz                                                             | Joan Verdú                                                                | [ 5 ]                                                                     |
|                                                                |                                                                | 10. december 2023                                              | Val d'Isère (La face de Bellevarde 71%)                               | SL cnx                                                               | odpovedano zaradi sneženja in močnega vetra                               | odpovedano zaradi sneženja in močnega vetra                               | odpovedano zaradi sneženja in močnega vetra                               | odpovedano zaradi sneženja in močnega vetra                               |
| 1895                                                           | 3                                                              | 14. december 2023                                              | Val Gardena/Gröden (Saslong 56,9%)                                    | SM 525                                                               | Bryce Bennett                                                             | Aleksander Aamodt Kilde                                                   | Marco Odermatt                                                            | [ 6 ]                                                                     |
| 1896                                                           | 4                                                              | 15. december 2023                                              | Val Gardena/Gröden (Saslong 56,9%)                                    | SVS 239                                                              | Vincent Kriechmayr                                                        | Daniel Hemetsberger                                                       | Marco Odermatt                                                            | [ 7 ]                                                                     |
| 1897                                                           | 5                                                              | 16. december 2023                                              | Val Gardena/Gröden (Saslong 56,9%)                                    | SM 526                                                               | Dominik Paris                                                             | Aleksander Aamodt Kilde                                                   | Bryce Bennett                                                             | [ 8 ]                                                                     |
| 1898                                                           | 6                                                              | 17. december 2023                                              | Alta Badia (Gran Risa 69%)                                            | VS 449                                                               | Marco Odermatt                                                            | Filip Zubčić                                                              | Žan Kranjec                                                               | [ 9 ]                                                                     |
| 1899                                                           | 7                                                              | 18. december 2023                                              | Alta Badia (Gran Risa 69%)                                            | VS 450                                                               | Marco Odermatt                                                            | Marco Schwarz                                                             | Žan Kranjec                                                               | [ 10 ]                                                                    |
| 1900                                                           | 8                                                              | 22. december 2023                                              | Madonna di Campiglio (Canalone Miramonti 60%)                         | SL 530                                                               | Marco Schwarz                                                             | Clément Noël                                                              | Dave Ryding                                                               | [ 11 ]                                                                    |
| 1901                                                           | 9                                                              | 28. december 2023                                              | Bormio (Stelvio 63%)                                                  | SM 527                                                               | Cyprien Sarrazin                                                          | Marco Odermatt                                                            | Cameron Alexander                                                         | [ 12 ]                                                                    |
| 1902                                                           | 10                                                             | 29. december 2023                                              | Bormio (Stelvio 63%)                                                  | SVS 240                                                              | Marco Odermatt                                                            | Raphael Haaser                                                            | Aleksander Aamodt Kilde                                                   | [ 13 ]                                                                    |
| 1903                                                           | 11                                                             | 6. januar 2024                                                 | Adelboden (Chuenisbärgli 60%)                                         | VS 451                                                               | Marco Odermatt                                                            | Aleksander Aamodt Kilde                                                   | Filip Zubčić                                                              | [ 14 ]                                                                    |
| 1904                                                           | 12                                                             | 7. januar 2024                                                 | Adelboden (Chuenisbärgli 60%)                                         | SL 531                                                               | Manuel Feller                                                             | Atle Lie McGrath                                                          | Dominik Raschner                                                          | [ 15 ]                                                                    |
| 1905                                                           | 13                                                             | 11. januar 2024                                                | Wengen (Lauberhorn 90% – hitre d.) (Männlichen 72% – tehnične d.)     | SM 528                                                               | Marco Odermatt                                                            | Cyprien Sarrazin                                                          | Aleksander Aamodt Kilde                                                   | [ 16 ]                                                                    |
| 1906                                                           | 14                                                             | 12. januar 2024                                                | Wengen (Lauberhorn 90% – hitre d.) (Männlichen 72% – tehnične d.)     | SVS 241                                                              | Cyprien Sarrazin                                                          | Marco Odermatt                                                            | Aleksander Aamodt Kilde                                                   | [ 17 ]                                                                    |
| 1907                                                           | 15                                                             | 13. januar 2024                                                | Wengen (Lauberhorn 90% – hitre d.) (Männlichen 72% – tehnične d.)     | SM 529                                                               | Marco Odermatt                                                            | Cyprien Sarrazin                                                          | Dominik Paris                                                             | [ 18 ]                                                                    |
| 1908                                                           | 16                                                             | 14. januar 2024                                                | Wengen (Lauberhorn 90% – hitre d.) (Männlichen 72% – tehnične d.)     | SL 532                                                               | Manuel Feller                                                             | Atle Lie McGrath                                                          | Henrik Kristoffersen                                                      | [ 19 ]                                                                    |
| 1909                                                           | 17                                                             | 19. januar 2024                                                | Kitzbühel (Streif 85% – hitre d.) (Ganslern 70% – tehnične d.)        | SM 530                                                               | Cyprien Sarrazin                                                          | Florian Schieder                                                          | Marco Odermatt                                                            | [ 20 ]                                                                    |
| 1910                                                           | 18                                                             | 20. januar 2024                                                | Kitzbühel (Streif 85% – hitre d.) (Ganslern 70% – tehnične d.)        | SM 531                                                               | Cyprien Sarrazin                                                          | Marco Odermatt                                                            | Dominik Paris                                                             | [ 21 ]                                                                    |
| 1911                                                           | 19                                                             | 21. januar 2024                                                | Kitzbühel (Streif 85% – hitre d.) (Ganslern 70% – tehnične d.)        | SL 533                                                               | Linus Straßer                                                             | Kristoffer Jakobsen                                                       | Daniel Yule                                                               | [ 22 ]                                                                    |
| 1912                                                           | 20                                                             | 23. januar 2024                                                | Schladming (Planai 54%)                                               | VS 452                                                               | Marco Odermatt                                                            | Manuel Feller                                                             | Žan Kranjec                                                               | [ 23 ]                                                                    |
| 1913                                                           | 21                                                             | 24. januar 2024                                                | Schladming (Planai 54%)                                               | SL 534                                                               | Linus Straßer                                                             | Timon Haugan                                                              | Clément Noël                                                              | [ 24 ]                                                                    |
| 1914                                                           | 22                                                             | 27. januar 2024                                                | Garmisch-Partenkirchen (Kandahar 1 85%)                               | SVS 242                                                              | Nils Allègre                                                              | Guglielmo Bosca                                                           | Loïc Meillard                                                             | [ 25 ]                                                                    |
| 1915                                                           | 23                                                             | 28. januar 2024                                                | Garmisch-Partenkirchen (Kandahar 1 85%)                               | SVS 243                                                              | Marco Odermatt                                                            | Raphael Haaser                                                            | Franjo von Allmen                                                         | [ 26 ]                                                                    |
|                                                                |                                                                | 2. februar 2024                                                | Chamonix (La Verte des Houches – SL)                                  | SM cnx                                                               | odpovedano zaradi visokih temperatur                                      | odpovedano zaradi visokih temperatur                                      | odpovedano zaradi visokih temperatur                                      | odpovedano zaradi visokih temperatur                                      |
| 3. februar 2024                                                | SM cnx                                                         |                                                                | Chamonix (La Verte des Houches – SL)                                  |                                                                      | odpovedano zaradi visokih temperatur                                      | odpovedano zaradi visokih temperatur                                      | odpovedano zaradi visokih temperatur                                      | odpovedano zaradi visokih temperatur                                      |
| 1916                                                           | 24                                                             | 4. februar 2024                                                | Chamonix (La Verte des Houches – SL)                                  | SL 535                                                               | Daniel Yule                                                               | Loïc Meillard                                                             | Clément Noël                                                              | [ 27 ]                                                                    |
| 1917                                                           | 25                                                             | 10. februar 2024                                               | Bansko (Banderitza)                                                   | VS 453                                                               | Marco Odermatt                                                            | Alexander Steen Olsen                                                     | Manuel Feller                                                             | [ 28 ]                                                                    |
|                                                                |                                                                | 11. februar 2024                                               | Bansko (Banderitza)                                                   | SL cnx                                                               | odpovedano zaradi močnega dežja                                           | odpovedano zaradi močnega dežja                                           | odpovedano zaradi močnega dežja                                           | odpovedano zaradi močnega dežja                                           |
| 1918                                                           | 26                                                             | 17. februar 2024                                               | Kvitfjell (Olympiabakken)                                             | SM 532                                                               | Niels Hintermann                                                          | Vincent Kriechmayr                                                        | Cameron Alexander                                                         | [ 29 ]                                                                    |
| 1919                                                           | 27                                                             | 18. februar 2024                                               | Kvitfjell (Olympiabakken)                                             | SVS 244                                                              | Vincent Kriechmayr                                                        | Jeffrey Read                                                              | Marco Odermatt Dominik Paris                                              | [ 30 ]                                                                    |
| 1920                                                           | 28                                                             | 24. februar 2024                                               | Palisades Tahoe (Red Dog)                                             | VS 454                                                               | Marco Odermatt                                                            | Henrik Kristoffersen                                                      | River Radamus                                                             | [ 31 ]                                                                    |
| 1921                                                           | 29                                                             | 25. februar 2024                                               | Palisades Tahoe (Red Dog)                                             | SL 536                                                               | Manuel Feller                                                             | Clément Noël                                                              | Linus Straßer                                                             | [ 32 ]                                                                    |
| 1922                                                           | 30                                                             | 1. marec 2024                                                  | Aspen (Strawpile – VS) (Lower Ruthies Run – SL)                       | VS 455                                                               | Marco Odermatt                                                            | Loïc Meillard                                                             | Atle Lie McGrath                                                          | [ 33 ]                                                                    |
| 1923                                                           | 31                                                             | 2. marec 2024                                                  | Aspen (Strawpile – VS) (Lower Ruthies Run – SL)                       | VS 456                                                               | Marco Odermatt                                                            | Loïc Meillard                                                             | Timon Haugan                                                              | [ 34 ]                                                                    |
| 1924                                                           | 32                                                             | 3. marec 2024                                                  | Aspen (Strawpile – VS) (Lower Ruthies Run – SL)                       | SL 537                                                               | Loïc Meillard                                                             | Linus Straßer                                                             | Henrik Kristoffersen                                                      | [ 35 ]                                                                    |
|                                                                |                                                                | 9. marec 2024                                                  | Kranjska Gora (Podkoren 3 59%)                                        | VS cnx                                                               | odpovedano zaradi močnega dežja                                           | odpovedano zaradi močnega dežja                                           | odpovedano zaradi močnega dežja                                           | odpovedano zaradi močnega dežja                                           |
| 9. marec 2024                                                  | SL cnx                                                         |                                                                | Kranjska Gora (Podkoren 3 59%)                                        |                                                                      | odpovedano zaradi močnega dežja                                           | odpovedano zaradi močnega dežja                                           | odpovedano zaradi močnega dežja                                           | odpovedano zaradi močnega dežja                                           |
| Finale svetovnega pokala                                       |                                                                |                                                                |                                                                       |                                                                      |                                                                           |                                                                           |                                                                           |                                                                           |
| 1925                                                           | 33                                                             | 16. marec 2024                                                 | Saalbach (Schneekristall-Zwölfer – VS 72%) (Ulli Maier – SL, SM, SVS) | VS 457                                                               | Loïc Meillard                                                             | Joan Verdú                                                                | Thomas Tumler                                                             | [ 36 ]                                                                    |
| 1926                                                           | 34                                                             | 17. marec 2024                                                 | Saalbach (Schneekristall-Zwölfer – VS 72%) (Ulli Maier – SL, SM, SVS) | SL 538                                                               | Timon Haugan                                                              | Manuel Feller                                                             | Linus Straßer                                                             | [ 37 ]                                                                    |
| 1927                                                           | 35                                                             | 22. marec 2024                                                 | Saalbach (Schneekristall-Zwölfer – VS 72%) (Ulli Maier – SL, SM, SVS) | SVS 245                                                              | Stefan Rogentin                                                           | Loïc Meillard                                                             | Arnaud Boisset                                                            | [ 38 ]                                                                    |
|                                                                |                                                                | 24. marec 2024                                                 | Saalbach (Schneekristall-Zwölfer – VS 72%) (Ulli Maier – SL, SM, SVS) | SM cnx                                                               | odpovedano zaradi sneženja in močnega vetra                               | odpovedano zaradi sneženja in močnega vetra                               | odpovedano zaradi sneženja in močnega vetra                               | odpovedano zaradi sneženja in močnega vetra                               |
| 58. svetovni pokal skupno (18. november 2023 – 22. marec 2024) | 58. svetovni pokal skupno (18. november 2023 – 22. marec 2024) | 58. svetovni pokal skupno (18. november 2023 – 22. marec 2024) | 58. svetovni pokal skupno (18. november 2023 – 22. marec 2024)        | 58. svetovni pokal skupno (18. november 2023 – 22. marec 2024)       | Marco Odermatt                                                            | Loïc Meillard                                                             | Manuel Feller                                                             | [ 39 ]                                                                    |

### Razvrstitve
| Uvr. | po 35 tekmah         | Točke |
| ---- | -------------------- | ----- |
| 1    | Marco Odermatt       | 1947  |
| 2    | Loïc Meillard        | 1073  |
| 3    | Manuel Feller        | 952   |
| 4    | Henrik Kristoffersen | 754   |
| 5    | Cyprien Sarrazin     | 734   |

| Uvr. | po 8 tekmah        | Točke |
| ---- | ------------------ | ----- |
| 1    | Marco Odermatt     | 552   |
| 2    | Cyprien Sarrazin   | 510   |
| 3    | Dominik Paris      | 342   |
| 4    | Vincent Kriechmayr | 298   |
| 5    | Bryce Bennett      | 257   |

| Uvr. | po 7 tekmah        | Točke |
| ---- | ------------------ | ----- |
| 1    | Marco Odermatt     | 495   |
| 2    | Vincent Kriechmayr | 409   |
| 3    | Raphael Haaser     | 271   |
| 4    | Stefan Rogentin    | 244   |
| 5    | Guglielmo Bosca    | 230   |

| Uvr. | po 10 tekmah         | Točke |
| ---- | -------------------- | ----- |
| 1    | Marco Odermatt       | 900   |
| 2    | Loïc Meillard        | 468   |
| 3    | Filip Zubčić         | 402   |
| 4    | Henrik Kristoffersen | 395   |
| 5    | Žan Kranjec          | 347   |

| Uvr. | po 10 tekmah  | Točke |
| ---- | ------------- | ----- |
| 1    | Manuel Feller | 715   |
| 2    | Linus Straßer | 526   |
| 3    | Timon Haugan  | 450   |
| 4    | Loïc Meillard | 409   |
| 5    | Clément Noël  | 397   |

## Ženske

### Koledar tekem
| Št.sk.                                                        | Št.sz.                                                        | Datum                                                         | Prizorišče (% naklona)                                                | Št.                                                            | Zmagovalka                                                               | Druga                                                                    | Tretja                                                                   | Vir                                                                      |
| ------------------------------------------------------------- | ------------------------------------------------------------- | ------------------------------------------------------------- | --------------------------------------------------------------------- | -------------------------------------------------------------- | ------------------------------------------------------------------------ | ------------------------------------------------------------------------ | ------------------------------------------------------------------------ | ------------------------------------------------------------------------ |
| 1773                                                          | 1                                                             | 28. oktober 2023                                              | Sölden (Rettenbach 68,2%)                                             | VS 446                                                         | Lara Gut-Behrami                                                         | Federica Brignone                                                        | Petra Vlhová                                                             | [ 46 ]                                                                   |
| 1774                                                          | 2                                                             | 11. november 2023                                             | Levi (Levi Black 52%)                                                 | SL 499                                                         | Petra Vlhová                                                             | Lena Dürr                                                                | Katharina Liensberger                                                    | [ 47 ]                                                                   |
| 1775                                                          | 3                                                             | 12. november 2023                                             | Levi (Levi Black 52%)                                                 | SL 500                                                         | Mikaela Shiffrin                                                         | Leona Popović                                                            | Lena Dürr                                                                | [ 48 ]                                                                   |
|                                                               |                                                               | 18. november 2023                                             | Zermatt-Cervinia (Gran Becca 60%)                                     | SM cnx                                                         | odpovedano zaradi močnega vetra                                          | odpovedano zaradi močnega vetra                                          | odpovedano zaradi močnega vetra                                          | odpovedano zaradi močnega vetra                                          |
| 19. november 2023                                             | SM cnx                                                        |                                                               | Zermatt-Cervinia (Gran Becca 60%)                                     |                                                                | odpovedano zaradi močnega vetra                                          | odpovedano zaradi močnega vetra                                          | odpovedano zaradi močnega vetra                                          | odpovedano zaradi močnega vetra                                          |
| 1776                                                          | 4                                                             | 25. november 2023                                             | Killington (Superstar 67%)                                            | VS 447                                                         | Lara Gut-Behrami                                                         | Alice Robinson                                                           | Mikaela Shiffrin                                                         | [ 50 ]                                                                   |
| 1777                                                          | 5                                                             | 26. november 2023                                             | Killington (Superstar 67%)                                            | SL 501                                                         | Mikaela Shiffrin                                                         | Petra Vlhová                                                             | Wendy Holdener                                                           | [ 51 ]                                                                   |
| 1778                                                          | 6                                                             | 2. december 2023                                              | Tremblant (Flying Mile 42%)                                           | VS 448                                                         | Federica Brignone                                                        | Petra Vlhová                                                             | Mikaela Shiffrin                                                         | [ 52 ]                                                                   |
| 1779                                                          | 7                                                             | 3. december 2023                                              | Tremblant (Flying Mile 42%)                                           | VS 449                                                         | Federica Brignone                                                        | Lara Gut-Behrami                                                         | Mikaela Shiffrin                                                         | [ 53 ]                                                                   |
| 1780                                                          | 8                                                             | 8. december 2023                                              | St. Moritz (Corviglia 61%)                                            | SVS 262                                                        | Sofia Goggia                                                             | Cornelia Hütter                                                          | Lara Gut-Behrami                                                         | [ 54 ]                                                                   |
| 1781                                                          | 9                                                             | 9. december 2023                                              | St. Moritz (Corviglia 61%)                                            | SM 443                                                         | Mikaela Shiffrin                                                         | Sofia Goggia                                                             | Federica Brignone                                                        | [ 55 ]                                                                   |
|                                                               |                                                               | 10. december 2023                                             | St. Moritz (Corviglia 61%)                                            | SVS cnx                                                        | odpovedano zaradi močnega sneženja; prestavljeno v Altenmarkt-Zauchensee | odpovedano zaradi močnega sneženja; prestavljeno v Altenmarkt-Zauchensee | odpovedano zaradi močnega sneženja; prestavljeno v Altenmarkt-Zauchensee | odpovedano zaradi močnega sneženja; prestavljeno v Altenmarkt-Zauchensee |
| 1782                                                          | 10                                                            | 16. december 2023                                             | Val d'Isère (Piste Oreiller-Killy 52%)                                | SM 444                                                         | Jasmine Flury                                                            | Joana Hählen                                                             | Cornelia Hütter                                                          | [ 58 ]                                                                   |
| 1783                                                          | 11                                                            | 17. december 2023                                             | Val d'Isère (Piste Oreiller-Killy 52%)                                | SVS 263                                                        | Federica Brignone                                                        | Kajsa Vickhoff Lie                                                       | Sofia Goggia                                                             | [ 59 ]                                                                   |
| 1784                                                          | 12                                                            | 21. december 2023                                             | Courchevel (Stade Émile-Allais 58,5%)                                 | SL 502                                                         | Petra Vlhová                                                             | Mikaela Shiffrin                                                         | Katharina Truppe                                                         | [ 60 ]                                                                   |
| 1785                                                          | 13                                                            | 28. december 2023                                             | Lienz (Schlossberg 54%)                                               | VS 450                                                         | Mikaela Shiffrin                                                         | Federica Brignone                                                        | Sara Hector                                                              | [ 61 ]                                                                   |
| 1786                                                          | 14                                                            | 29. december 2023                                             | Lienz (Schlossberg 54%)                                               | SL 503                                                         | Mikaela Shiffrin                                                         | Lena Dürr                                                                | Michelle Gisin                                                           | [ 62 ]                                                                   |
| 1787                                                          | 15                                                            | 6. januar 2024                                                | Kranjska Gora (Podkoren 3 59%)                                        | VS 451                                                         | Valérie Grenier                                                          | Lara Gut-Behrami                                                         | Federica Brignone                                                        | [ 63 ]                                                                   |
| 1788                                                          | 16                                                            | 7. januar 2024                                                | Kranjska Gora (Podkoren 3 59%)                                        | SL 504                                                         | Petra Vlhová                                                             | Lena Dürr                                                                | AJ Hurt                                                                  | [ 64 ]                                                                   |
| 1789                                                          | 17                                                            | 12. januar 2024                                               | Altenmarkt-Zauchensee (Kälberloch 70%)                                | SVS 264                                                        | Cornelia Hütter                                                          | Kajsa Vickhoff Lie                                                       | Lara Gut-Behrami                                                         | [ 65 ]                                                                   |
| 1790                                                          | 18                                                            | 13. januar 2024                                               | Altenmarkt-Zauchensee (Kälberloch 70%)                                | SM 445                                                         | Sofia Goggia                                                             | Stephanie Venier                                                         | Nicol Delago Mirjam Puchner                                              | [ 66 ]                                                                   |
| 1791                                                          | 19                                                            | 14. januar 2024                                               | Altenmarkt-Zauchensee (Kälberloch 70%)                                | SVS 265                                                        | Lara Gut-Behrami                                                         | Cornelia Hütter                                                          | Mirjam Puchner                                                           | [ 67 ]                                                                   |
| 1792                                                          | 20                                                            | 16. januar 2024                                               | Flachau (Griessenkar 53%)                                             | SL 505                                                         | Mikaela Shiffrin                                                         | Petra Vlhová                                                             | Sara Hector                                                              | [ 68 ]                                                                   |
| 1793                                                          | 21                                                            | 20. januar 2024                                               | Jasná (Luková 2 54%)                                                  | VS 452                                                         | Sara Hector                                                              | Mikaela Shiffrin                                                         | Alice Robinson                                                           | [ 69 ]                                                                   |
| 1794                                                          | 22                                                            | 21. januar 2024                                               | Jasná (Luková 2 54%)                                                  | SL 506                                                         | Mikaela Shiffrin                                                         | Zrinka Ljutić                                                            | Anna Swenn-Larsson                                                       | [ 70 ]                                                                   |
| 1795                                                          | 23                                                            | 26. januar 2024                                               | Cortina d'Ampezzo (Olimpia delle Tofane 73%)                          | SM 446                                                         | Stephanie Venier                                                         | Lara Gut-Behrami                                                         | Christina Ager Sofia Goggia Valérie Grenier                              | [ 71 ]                                                                   |
| 1796                                                          | 24                                                            | 27. januar 2024                                               | Cortina d'Ampezzo (Olimpia delle Tofane 73%)                          | SM 447                                                         | Ragnhild Mowinckel                                                       | Jacqueline Wiles                                                         | Sofia Goggia                                                             | [ 72 ]                                                                   |
| 1797                                                          | 25                                                            | 28. januar 2024                                               | Cortina d'Ampezzo (Olimpia delle Tofane 73%)                          | SVS 266                                                        | Lara Gut-Behrami                                                         | Stephanie Venier                                                         | Romane Miradoli                                                          | [ 73 ]                                                                   |
| 1798                                                          | 26                                                            | 30. januar 2024                                               | Kronplatz (Erta 61%)                                                  | VS 453                                                         | Lara Gut-Behrami                                                         | Sara Hector Alice Robinson                                               | –                                                                        | [ 74 ]                                                                   |
|                                                               |                                                               | 3. februar 2024                                               | Garmisch-Partenkirchen (Kandahar 1 85%)                               | SM cnx                                                         | odpovedano zaradi visokih temperatur                                     | odpovedano zaradi visokih temperatur                                     | odpovedano zaradi visokih temperatur                                     | odpovedano zaradi visokih temperatur                                     |
| 4. februar 2024                                               | SVS cnx                                                       |                                                               | Garmisch-Partenkirchen (Kandahar 1 85%)                               |                                                                | odpovedano zaradi visokih temperatur                                     | odpovedano zaradi visokih temperatur                                     | odpovedano zaradi visokih temperatur                                     | odpovedano zaradi visokih temperatur                                     |
| 1799                                                          | 27                                                            | 10. februar 2024                                              | Soldeu (Avet 65%)                                                     | VS 454                                                         | Lara Gut-Behrami                                                         | Alice Robinson                                                           | AJ Hurt                                                                  | [ 75 ]                                                                   |
| 1800                                                          | 28                                                            | 11. februar 2024                                              | Soldeu (Avet 65%)                                                     | SL 507                                                         | Anna Swenn-Larsson                                                       | Zrinka Ljutić                                                            | Paula Moltzan                                                            | [ 76 ]                                                                   |
| 1801                                                          | 29                                                            | 16. februar 2024                                              | Crans-Montana (Mont Lachaux 53%)                                      | SM 448                                                         | Lara Gut-Behrami                                                         | Jasmine Flury Cornelia Hütter                                            | –                                                                        | [ 77 ]                                                                   |
| 1802                                                          | 30                                                            | 17. februar 2024                                              | Crans-Montana (Mont Lachaux 53%)                                      | SM 449                                                         | Marta Bassino                                                            | Federica Brignone                                                        | Lara Gut-Behrami                                                         | [ 78 ]                                                                   |
| 1803                                                          | 31                                                            | 18. februar 2024                                              | Crans-Montana (Mont Lachaux 53%)                                      | SVS 267                                                        | Stephanie Venier                                                         | Federica Brignone                                                        | Marta Bassino                                                            | [ 79 ]                                                                   |
|                                                               |                                                               | 24. februar 2024                                              | Val di Fassa (La Volata 57%)                                          | SVS cnx                                                        | odpovedano zaradi močnega sneženja; 1 tekma prestavljena v Kvitfjell     | odpovedano zaradi močnega sneženja; 1 tekma prestavljena v Kvitfjell     | odpovedano zaradi močnega sneženja; 1 tekma prestavljena v Kvitfjell     | odpovedano zaradi močnega sneženja; 1 tekma prestavljena v Kvitfjell     |
| 25. februar 2024                                              | SVS cnx                                                       |                                                               | Val di Fassa (La Volata 57%)                                          |                                                                | odpovedano zaradi močnega sneženja; 1 tekma prestavljena v Kvitfjell     | odpovedano zaradi močnega sneženja; 1 tekma prestavljena v Kvitfjell     | odpovedano zaradi močnega sneženja; 1 tekma prestavljena v Kvitfjell     | odpovedano zaradi močnega sneženja; 1 tekma prestavljena v Kvitfjell     |
| 2. marec 2024                                                 | Kvitfjell (Olympiabakken)                                     | SM cnx                                                        | odpovedano zaradi neugodnega vremena, izpeljan superveleslalom        | odpovedano zaradi neugodnega vremena, izpeljan superveleslalom | odpovedano zaradi neugodnega vremena, izpeljan superveleslalom           | odpovedano zaradi neugodnega vremena, izpeljan superveleslalom           |                                                                          |                                                                          |
| 1804                                                          | Kvitfjell (Olympiabakken)                                     | 32                                                            | 2. marec 2024                                                         | SVS 268                                                        | Lara Gut-Behrami                                                         | Cornelia Hütter                                                          | Mirjam Puchner                                                           | [ 80 ]                                                                   |
| 1805                                                          | Kvitfjell (Olympiabakken)                                     | 33                                                            | 3. marec 2024                                                         | SVS 269                                                        | Federica Brignone                                                        | Lara Gut-Behrami                                                         | Ester Ledecká                                                            | [ 81 ]                                                                   |
| 1806                                                          | 34                                                            | 9. marec 2024                                                 | Åre (Störtloppsbacken)                                                | VS 455                                                         | Federica Brignone                                                        | Sara Hector                                                              | Lara Gut-Behrami                                                         | [ 82 ]                                                                   |
| 1807                                                          | 35                                                            | 10. marec 2024                                                | Åre (Störtloppsbacken)                                                | SL 508                                                         | Mikaela Shiffrin                                                         | Zrinka Ljutić                                                            | Michelle Gisin                                                           | [ 83 ]                                                                   |
| Finale svetovnega pokala                                      |                                                               |                                                               |                                                                       |                                                                |                                                                          |                                                                          |                                                                          |                                                                          |
| 1808                                                          | 36                                                            | 16. marec 2024                                                | Saalbach (Schneekristall-Zwölfer – VS 72%) (Ulli Maier – SL, SM, SVS) | SL 509                                                         | Mikaela Shiffrin                                                         | Mina Fürst Holtmann                                                      | Anna Swenn-Larsson                                                       | [ 84 ]                                                                   |
| 1809                                                          | 37                                                            | 17. marec 2024                                                | Saalbach (Schneekristall-Zwölfer – VS 72%) (Ulli Maier – SL, SM, SVS) | VS 456                                                         | Federica Brignone                                                        | Alice Robinson                                                           | Thea Louise Stjernesund                                                  | [ 85 ]                                                                   |
| 1810                                                          | 38                                                            | 22. marec 2024                                                | Saalbach (Schneekristall-Zwölfer – VS 72%) (Ulli Maier – SL, SM, SVS) | SVS 270                                                        | Ester Ledecká                                                            | Federica Brignone                                                        | Kajsa Vickhoff Lie                                                       | [ 86 ]                                                                   |
| 1811                                                          | 39                                                            | 23. marec 2024                                                | Saalbach (Schneekristall-Zwölfer – VS 72%) (Ulli Maier – SL, SM, SVS) | SM 450                                                         | Cornelia Hütter                                                          | Ilka Štuhec                                                              | Nicol Delago                                                             | [ 87 ]                                                                   |
| 58. svetovni pokal skupno (28. oktober 2023 – 23. marec 2024) | 58. svetovni pokal skupno (28. oktober 2023 – 23. marec 2024) | 58. svetovni pokal skupno (28. oktober 2023 – 23. marec 2024) | 58. svetovni pokal skupno (28. oktober 2023 – 23. marec 2024)         | 58. svetovni pokal skupno (28. oktober 2023 – 23. marec 2024)  | Lara Gut-Behrami                                                         | Federica Brignone                                                        | Mikaela Shiffrin                                                         | [ 88 ]                                                                   |

### Razvrstitve
| Uvr. | po 39 tekmah      | Točke |
| ---- | ----------------- | ----- |
| 1    | Lara Gut-Behrami  | 1716  |
| 2    | Federica Brignone | 1581  |
| 3    | Mikaela Shiffrin  | 1409  |
| 4    | Sara Hector       | 922   |
| 5    | Cornelia Hütter   | 913   |

| Uvr. | po 8 tekmah       | Točke |
| ---- | ----------------- | ----- |
| 1    | Cornelia Hütter   | 397   |
| 2    | Lara Gut-Behrami  | 369   |
| 3    | Sofia Goggia      | 350   |
| 4    | Stephanie Venier  | 346   |
| 5    | Federica Brignone | 281   |

| Uvr. | po 9 tekmah        | Točke |
| ---- | ------------------ | ----- |
| 1    | Lara Gut-Behrami   | 576   |
| 2    | Federica Brignone  | 546   |
| 3    | Cornelia Hütter    | 516   |
| 4    | Stephanie Venier   | 380   |
| 5    | Kajsa Vickhoff Lie | 337   |

| Uvr. | po 11 tekmah      | Točke |
| ---- | ----------------- | ----- |
| 1    | Lara Gut-Behrami  | 771   |
| 2    | Federica Brignone | 750   |
| 3    | Sara Hector       | 583   |
| 4    | Alice Robinson    | 492   |
| 5    | Mikaela Shiffrin  | 429   |

| Uvr. | po 11 tekmah       | Točke |
| ---- | ------------------ | ----- |
| 1    | Mikaela Shiffrin   | 830   |
| 2    | Lena Dürr          | 508   |
| 3    | Petra Vlhová       | 505   |
| 4    | Michelle Gisin     | 418   |
| 5    | Anna Swenn-Larsson | 395   |

## Pokal narodov
| Uvr. | po 74 tekmah | Točke |
| ---- | ------------ | ----- |
| 1    | Švica        | 10882 |
| 2    | Avstrija     | 9287  |
| 3    | Italija      | 6817  |
| 4    | Norveška     | 5190  |
| 5    | ZDA          | 3998  |

| Uvr. | po 35 tekmah | Točke |
| ---- | ------------ | ----- |
| 1    | Švica        | 6238  |
| 2    | Avstrija     | 4310  |
| 3    | Norveška     | 3065  |
| 4    | Francija     | 2745  |
| 5    | Italija      | 2464  |

| Uvr. | po 39 tekmah | Točke |
| ---- | ------------ | ----- |
| 1    | Avstrija     | 4977  |
| 2    | Švica        | 4644  |
| 3    | Italija      | 4353  |
| 4    | ZDA          | 2676  |
| 5    | Norveška     | 2125  |